# Ільїнка (Куйбишевський район)
Ільїнка (рос. Ильинка) — селище у Куйбишевському районі Новосибірської області Російської Федерації.
Входить до складу муніципального утворення Осиновська сільрада. Населення становить 12 осіб (2010).

## Історія
Згідно із законом від 2 червня 2004 року органом місцевого самоврядування є Осиновська сільрада.

## Населення
| 2002 | 2007 | 2010 |
| ---- | ---- | ---- |
| 75   | ↘63  | ↘12  |